# Zuihitsu
El zuihitsu (随筆) és un gènere de literatura japonesa que consisteix en assaigs personals poc connectats entre sí i idees fragmentades que normalment responen a l'entorn de l'autor. El nom deriva de dos kanji que signifiquen "a voluntat" i "pinzell" o instrument d'escriptura. La procedència del terme és en última instància xinès, ja que zuihitsu és la lectura sino-japonesa (on'yomi) de 随筆 (mandarí: suíbǐ). Així, les obres del gènere no s'han de considerar com a peces literàries planificades tradicionalment, sinó com a pensaments casuals o registrats a l'atzar pels autors.

## Història
El zuihitsu va sorgir en el període Heian amb Makura no Sōshi (El llibre del coixí) de l'escriptora Sei Shōnagon. Shōnagon, membre de la Cort Imperial de Heian, va mantenir un diari privat amb les seves pròpies observacions i reflexions sobre la vida cortesana. No és clar si tenia la intenció o no de ser publicat (algunes de les parts de l'obra suggereixen que no), però va sobreviure i ofereix una visió alternativa de la vida de l'època, convertint-la en un recurs literari i històric de valor inestimable.
El gènere va guanyar impuls com una forma respectable d'escriptura diversos segles més tard en el període Kamakura. Amb el desmantellament de la Cort de Heian i el trasllat de la capital a Kamakura, prop de l'actual Tòquio, molts intel·lectuals, enmig del caos social, es van desil·lusionar i van optar per viure en l'ascetisme, una tendència que també reflectia la importància creixent de la facció budista de la Terra Pura. Escrivint des de l'aïllament, aquests autors van reflexionar sobre la degeneració dels seus contemporanis, als quals consideraven filisteus, en comparació amb ells mateixos, així com la consideració general de la impermanència del món material. Les obres principals d'aquest període inclouen Hōjōki de Kamo no Chōmei i Tsurezuregusa de Yoshida Kenkō .
El zuihitsu es va popularitzar en el període Edo, quan va trobar una àmplia audiència a les classes de comerciants recentment desenvolupades. A més, va guanyar un punt de vista acadèmic, ja que els estudiosos clàssics japonesos van començar a escriure habitualment a l'estil zuihitsu . Entre els autors de renom d'aquest moviment hi ha Motoori Norinaga, Yokoi Yayu i Matsudaira Sadanobu.

## Temes
Com a gènere centrat en gran manera en l'escriptura i la contemplació personals, els escrits  zuihitsu tendeixen a explorar qüestions que reflecteixen les actituds generalitzades en el moment de la seva composició. Els temes generals, però, inclouen la naturalesa de la vida aristocràtica i les seves falles, així com els aspectes desagradables del món i dels seus habitants. Moltes de les obres presenten parts escrites com un poema, sovint reflexionant sobre temes considerats, o que han acabat considerant-se, típicament japonesos, com ara l'apreciació pel canvi de les estacions. A més, el zuihitsu del període Kamakura, molt arrelat al pensament budista, conté normalment les reflexions de l'autor sobre la impermanència del món material.

## Obres principals
- El llibre del coixí
- Hōjōki
- Tsurezuregusa